# أل بو شهباز (حسيني)
أل بو شهباز (بالفارسية: البوشهباز) هي قرية تقع في إيران في قسم حسيني الريفي.